# Kastinys
Kastinys – lekkie żmudzkie danie ze śmietany, czosnku i masła z przyprawami. Najczęściej był spożywany w czasie postu i w dni intensywnych prac polowych z gorącymi gotowanymi ziemniakami lub chlebem.

## Przepis
Zasugerowano, aby ta sekcja została przeniesiona do Wikibooks. Proponowaną stroną docelową jest Książka kucharska.
Żmudzki kastinys (kuchnia litewska)
Składniki:
- 0,5 l śmietany
- 3 ząbki czosnku
- 1 łyżka masła
- 0,5 łyżeczki opłukanego i osuszonego kminku lub innych przypraw
- sól

Wykonanie:
Do glinianej miski włożyć masło, łyżkę śmietany, ząbek czosnku i po wstawieniu miski do gorącej wody mieszać drewnianą łyżką. Po chwili (zanim oddzieli się serwatka), dodać kolejną łyżkę śmietany i dalej mieszać. Powtarzać czynności aż do wyczerpania całej śmietany. Gdy masa zacznie gęstnieć, dodać sól i kminek i dokładnie jeszcze raz wymieszać. Podawać z gorącymi, ugotowanymi w mundurkach ziemniakami.